# Sonic Riders: Zero Gravity
Sonic Riders: Zero Gravity (ソニックライダーズ シューティングスターストーリー, Sonikku Raidāzu: Shūtingu Sutā Sutōrī) is een racespel uit de Sonic the Hedgehog-franchise. Het spel is uitgebracht voor de Wii en de PlayStation 2. Sonic Riders: Zero Gravity is het vervolg op Sonic Riders.

## Verhaal
Het spel kent twee verhaallijnen: de helden-verhaallijn en de babylon-verhaallijn. Centraal staan vier vreemde meteorieten die op aarde zijn ingeslagen en een aantal robots van Eggman op hol laten slaan.

## Gameplay

### Aanpassingen ten opzichte van Sonic Riders
Het spel introduceert enkele nieuwe vaardigheden die de meeste personages in het hele spel gebruiken. Door zwaartekrachtpunten te verzamelen middels trucs en technische uitdagingen kunnen spelers een zero-gravity zone betreden en daar twee nieuwe bewegingen uitvoeren: Gravity Dive en Gravity Control. Deze laten de snelheid van de speler enorm toenemen of maken dat hij een andere route kan nemen.
Items die ook al werden gezien in Sonic Riders geven de spelers nu extra power-ups zoals 5 tot 30 ringen, extra zwaartekrachtpunten en een aanvalsboost. Ze kunnen echter ook hindernissen bevatten.
Het spel introduceert een aantal nieuwe personages, waaronder personages uit andere Sega-franchises. Tevens zijn er nieuwe voertuigen die ook midden in een race kunnen worden geüpgraded.
Het spel bevat een nieuwe methode genaamd "Gear Change". Zodra een speler een aantal ringen heeft verzameld krijgt zijn of haar gear automatisch een upgrade.

### Modes
In Sonic Riders: Zero Gravity zijn er drie nieuwe speelmodes: Survival Mode, Survival Relay, en Survival Ball. In Survival Mode moeten spelers objecten naar hun tegenstanders gooien. Survival Ball mode is een voetbalspel.

### Levels
Er zijn in totaal 16 levels verdeeld over acht werelden.
- Megalo Station/Nightside Rush
- Botanical Kingdom/Snowy Kingdom
- MeteorTech Premises/MeteorTech Sparkworks
- Aquatic Capitol/Tempest Waterway
- Gigan Rocks/Gigan Device
- Crimson Crater/Security Corridor
- Astral Babylon/Mobius Strip
- 80's Boulevard/90's Boulevard

## Personages
Er zijn in het spel 19 bespeelbare personages. Elk personage heeft zijn of haar eigen gear, waarvan de naam genoemd staat achter de naam van het personage.

### Snelheid
- Sonic the Hedgehog - Blue Star - startpersonage
- Jet the Hawk - Type J - startpersonage
- Amy Rose - Pink Rose - startpersonage
- Shadow the Hedgehog - Black Shot – te ontsluiten door de Heroes verhaallijn uit te spelen.
- Blaze the Cat - Flame Lance - te ontsluiten door de Babylon verhaallijn uit te spelen.
- Amigo - Rhythm Machine – te ontsluiten door alle missies te halen.

### Vliegen
- Miles "Tails" Prower - Yellow Tail - startpersonage
- Wave the Swallow - Type W - startpersonage
- Cream the Rabbit - Smile - – te ontsluiten door de Heroes verhaallijn uit te spelen.
- Rouge the Bat - Temptation - – te ontsluiten door de Heroes verhaallijn uit te spelen.
- Silver the Hedgehog - Psychic Wave - te ontsluiten door de Babylon verhaallijn uit te spelen.
- Nights - Night Sky - te ontsluiten door alle missies te halen
- MeteorTech Robot (SCR-HD) - (geen gear) – te ontsluiten door de Free Race Mode te halen.

### Kracht
- Knuckles the Echidna - Red Rock - startpersonage
- Storm the Albatross - Type S - startpersonage
- Dr. Eggman - E-Rider - te ontsluiten door de Babylon verhaallijn uit te spelen.
- Billy Hatcher - Power Egg - te ontsluiten door alle missies te halen
- MeteorTech Robot (SCR-GP) - (geen gear) - te ontsluiten door de Babylon verhaallijn uit te spelen
- Super Sonic (60 ringen of meer) – chaosdiamanten – alle missies uitspelen op het hoogste niveau.

Rouge, Shadow, Cream, Blaze, Silver, Super Sonic, Samba de Amigo, Nights en Billy Hatcher spelen geen rol in de verhalenmode.

## Ontvangst
Het spel ontving gemiddelde reacties van de pers. Game Rankings gaf het spel een score van 59% voor de Wii-versie en 65% voor de PlayStation 2-versie. Zowel Gamespot als 1UP gaven de Wii-versie een 4.5/10 en IGN gaf het spel een 5.8/10.
Het spel is geprezen voor de graphics, grotere levels en gameplay, maar bekritiseerd voor de soms lastige controle, het gebrek aan een mogelijkheid online te spelen en het verhaal.